# Alberto Di Chiara
Alberto Di Chiara (født 29. marts 1964 i Rom, Italien) er en italiensk tidligere fodboldspiller (back/kantspiller). Han spillede syv kampe for Italiens landshold og vandt titler med både Roma og Parma.

## Titler
Coppa Italia
- 1981 med Roma
- 1992 med Parma

Pokalvindernes Europa Cup
- 1993 med Parma

UEFA Cup
- 1995 med Parma

UEFA Super Cup
- 1993 med Parma